# Полтавка (Криворізький район)
Полта́вка — село в Україні, в Криворізькому районі Дніпропетровської області. Входить до складу Карпівської сільської громади. 
До 2017 року орган місцевого самоврядування — Новомалинівська сільська рада. Населення — 157 мешканців.

## Географія

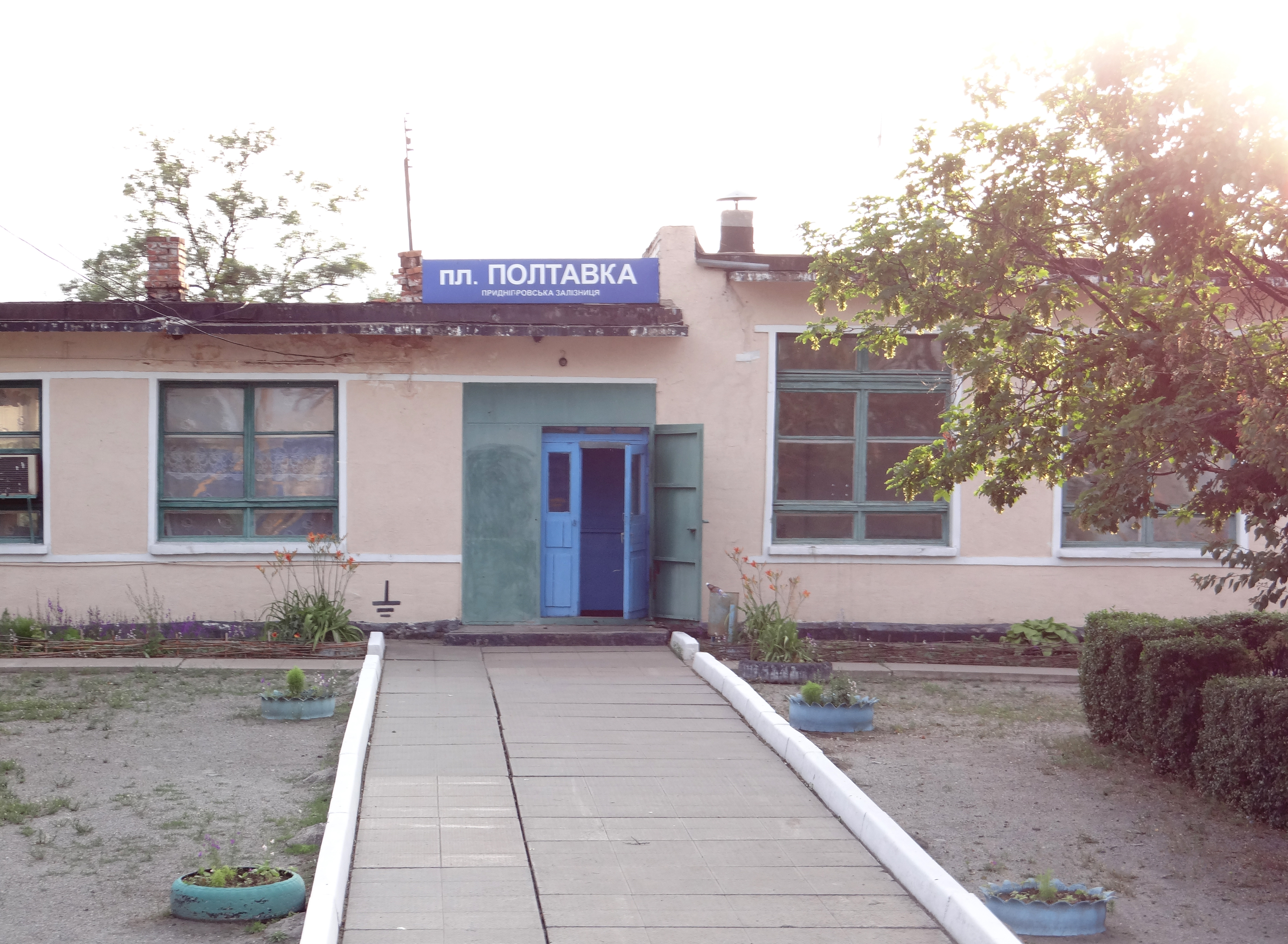
Станція Полтавка-Криворізька

Село Полтавка знаходиться за 1,5 км від села Яблунівка. По селу протікає пересихаючий струмок з загатою. Поруч проходить залізниця, станція Полтавка-Криворізька за 1 км.

## Населення

### Мова
Розподіл населення за рідною мовою за даними перепису 2001 року:
| Мова       | Кількість | Відсоток |
| ---------- | --------- | -------- |
| українська | 142       | 90.44%   |
| російська  | 15        | 5.56%    |
| Усього     | 157       | 100%     |

## Інтернет-посилання
- Погода в селі Полтавка

1. ↑  Рідні мови в об'єднаних територіальних громадах України — Український центр суспільних даних